# Gina Gershon
Pour les articles homonymes, voir Gershon.
Gina Gershon, née le 10 juin 1962 à Los Angeles, est une actrice et productrice américaine.

## Biographie
Gina Gershon naît le 10 juin 1962 à Los Angeles. Sa mère Mickey Gershon (née Koppel) est décoratrice d'intérieur et son père travaille dans l'import-export. Issue d'une famille juive originaire de la vallée de San Fernando, elle a un frère, Dan, et une sœur, Tracy. 
Elle étudie à Woodland Hills et l'école secondaire à Beverly Hills. À 14 ans, elle déménage à Boston. 
En 1983, elle étudie à l'université de New York. Puis elle étudie au Circle in the Square Theatre à New York. 
Elle débute au cinéma en 1984 dans une vidéo d'Andy Warhol : Hello Again. 
En 1995, Paul Verhoeven lui confie le rôle de Cristal Connors dans Showgirls. L'année suivante, elle interprète Corky dans Bound.
Un article de 2008 de Vanity Fair lui prête une relation amoureuse avec l'ancien président Bill Clinton ; s'exprimant dans l'émission télévisée américaine Live! with Kelly and Michael le 9 juin, elle affirme : « C'est un mensonge tellement fou, extravagant… Je l'ai rencontré trois fois à des événements. [Ces rumeurs] m'ont perturbée sur tellement de plans ».
En 2012, elle joue dans Killer Joe de William Friedkin.

## Filmographie

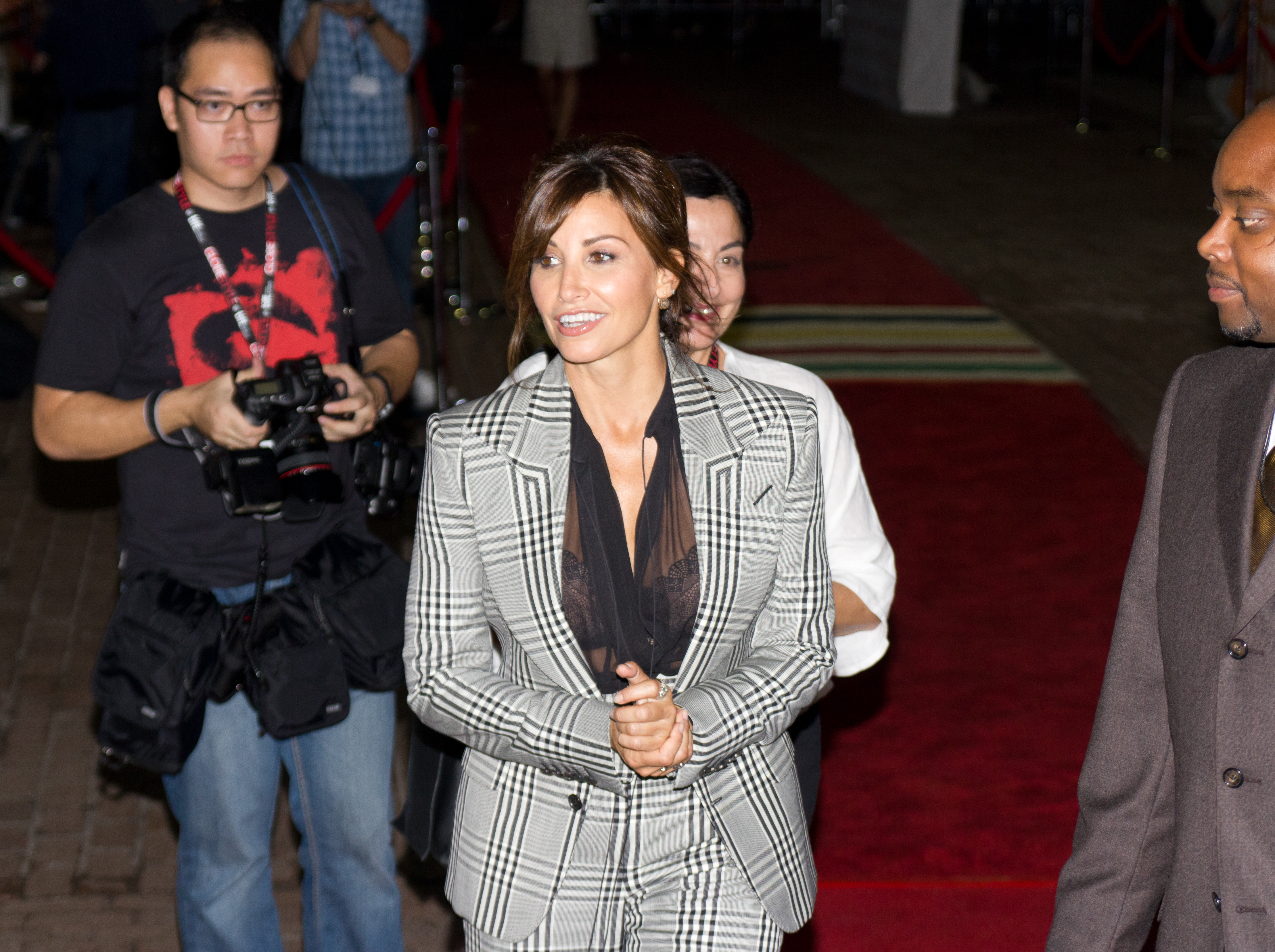
Au Festival International du Film de Toronto 2011, pour Killer Joe.

### Actrice

#### Cinéma
- 1981 : Beatlemania de Joseph Manduke : danseuse
- 1985 : School Girls (Girls Just Want to Have Fun) d'Alan Metter : danseuse aux auditions
- 1986 : Rose bonbon (Pretty in Pink) de Howard Deutch : Trombley, copine au cours de gym
- 1986 : Class 89 (3:15) de Larry Gross : Cobrettes
- 1987 : Sweet Revenge de Mark Sobel : K. C.
- 1988 : Double Détente (Red Heat) de Walter Hill : Catherine « Cat » Manzetti
- 1988 : Cocktail de Roger Donaldson : Coral
- 1989 : Suffering Bastards de Bernard McWilliams: Sharnetta
- 1990 : Voodoo Dawn de Steven Fierberg : Tina
- 1991 : Justice sauvage (Out for Justice) de John Flynn : Patti Madano
- 1991 : City of Hope de John Sayles : Laurie Rinaldi
- 1991 : Jungle Fever de Spike Lee : la voisine d'Angie (scènes supprimées)
- 1992 : The Player de Robert Altman : Whitney Gersh
- 1993 : Joey Breaker de Steven Starr : Jennie Chaser
- 1994 : Vitrine sur meurtre (Flinch) de George Erschbamer : Daphne James
- 1995 : Showgirls de Paul Verhoeven : Cristal Connors
- 1996 : Best of the Best 3 (Best of the Best 3: No Turning Back) de Phillip Rhee : Margo Preston
- 1996 : Bound des Wachowski : Corky
- 1997 : Touch de Paul Schrader : Debra Lusanne
- 1997 : Volte-face (Face/Off) de John Woo : Sasha Hassler
- 1997 : Liens secrets (This World, Then the Fireworks) de Michael Oblowitz : Carol Lakewood Morton
- 1998 : Black and White de Yuri Zeitser : Nora « Hugs » Hugosian
- 1998 : Palmetto de Volker Schlöndorff : Nina
- 1998 : Lulu on the Bridge de Paul Auster : Hannah
- 1998 : I'm Losing You de Bruce Wagner : Lidia
- 1998 : Pur et dur (One Tough Cop) de Bruno Barreto : Joey O'Hara
- 1998 : Prague Duet de Roger L. Simon : Dr Lauren Graham
- 1999 : Guinevere d'Audrey Wells : Billie
- 1999 : Révélations (The Insider) de Michael Mann : Helen Caperelli
- 2001 : Driven de Renny Harlin : Cathy Heguy
- 2001 : Identité suspecte (Picture Claire) de Bruce McDonald : Lily Warden
- 2002 : Slackers de Dewey Nicks : fille au club (non créditée)
- 2002 : Demonlover d'Olivier Assayas : Elaine Si Gibril
- 2003 : Prey for Rock & Roll d'Alex Steyermark : Jacki
- 2004 : Out of Season de Jevon O'Neill : Eileen Phillips
- 2004 : Kidnapping (Three Way) de Scott Ziehl : Florence
- 2005 : One Last Thing... d'Alex Steyermark : Arlene
- 2005 : Kettle of Fish de Claudia Myers : Ginger
- 2005 : I Want Someone to Eat Cheese With de Jeff Garlin : Madame Pilletti
- 2006 : Agent de stars (Man About Town) de Mike Binder : Arlene Kreiner
- 2006 : Dreamland de Jason Matzner : Mary
- 2006 : Delirious de Tom DiCillo : la directrice de casting
- 2007 : What Love Is de Mars Callahan : Rachel
- 2007 : P.S. I Love You de Richard LaGravenese : Sharon
- 2008 : Beer for my Horses de Michael Salomon : Cammie
- 2008 : The Job (Just Business) de Jonathan Dueck : Marty Jameson
- 2010 : Across the Line : The Exodus of Charlie Wright de R. Ellis Frazier : Mariel Garza
- 2010 : Love Ranch de Taylor Hackford : Irene
- 2010 : Five Minarets in New York de Mahsun Kirmizigül : Maria
- 2012 : Killer Joe de William Friedkin : Sharla Smith
- 2012 : LOL USA (LOL) de Lisa Azuelos : Kathy
- 2012 : Breathless de Jesse Baget : Lorna
- 2013 : Dealin' with Idiots de Jeff Garlin : Sophie
- 2014 : The Scribbler de John Suits : Cleo
- 2014 : A Day to Kill (Mall) de Joseph Hahn : Donna
- 2014 : The Lookalike de Richard Gray : Lee Garner
- 2014 : Me de Jefery Levy : elle-même
- 2015 : Dernier été à Staten Island (Staten Island Summer) de Rhys Thomas : Madame Greeley
- 2016 : My Dead Boyfriend d'Anthony Edwards : Helene
- 2017 : Bad Kids of Crestview Academy de Ben Browder : sénatrice Wilkes
- 2017 : Lost Cat Corona d'Anthony Tarsitano : Connie
- 2017 : Permission de Brian Crano : Lydia
- 2017 : Usurpation (Inconceivable) de Jonathan Baker : Angela
- 2017 : 11 septembre (9/11) de Martin Guigui : Eve Cage
- 2018 : American Dresser de Carmine Cangialosi : Sandra
- 2018 : After Everything de Hannah Marks et Joey Power : Tracy
- 2018 : Contrôle parental (Blockers) de Kay Cannon : Cathy
- 2018 : La Petite Sirène (The Little Mermaid) de Blake Harris : Peggy Gene
- 2019 : Blanche-Neige, les souliers rouges et les sept nains (Red Shoes and the Seven Dwarfs) de Hong Sung-ho : Regina (voix)
- 2020 : The Mimic de Thomas F. Mazziotti : Paula
- 2020 : Rifkin's Festival de Woody Allen : Sue
- 2020 : People in Landscape de Benjamin Rider : la mère d'Alex
- 2020 : Cagefighter de Jesse Quinones : Max Black
- 2021 : Don't Look Up : Déni cosmique (Don't Look Up) d'Adam McKay : Kathy Logolos
- 2022 : Emily, criminelle malgré elle de John Patton Ford : Alice
- 2023 : Thanksgiving : La Semaine de l'horreur (Thanksgiving) d'Eli Roth : Amanda Collins
- 2024 : Borderlands d'Eli Roth : Moxxi
- 2025 : High Rollers d'Ives : Amelia Decker

#### Séries télévisées
- 1992 : Miss Rose White : Angie
- 1992 : Sinatra : Nancy Barbato Sinatra
- 1993 : Love Matters : Heat
- 1993 : Melrose Place : Ellen (3 épisodes)
- 1998 : Legalese : Angela Beale
- 1999 : Snoops (série) : Glenn Hall
- 2004 : Les Décalés du cosmos, saison 1 (série) : Sixe (voix)
- 2004 : Larry et son nombril (Curb your enthusiasm), saison 4, épisode 9 -série) : Anna
- 2005 : The Studio (série) : Bebe Knight
- 2005 : Cyclone Catégorie 7 : Tempête mondiale (Category 7: The End of the World) : Judith Carr, la directrice de la FEMA

- 2007 : Larry et son nombril (Curb your enthusiasm) : Anna
- 2007 : Ugly Betty : Fabia
- 2007 : Psych : Enquêteur malgré lui : Emilina Saffron
- 2007–2009 : Rescue Me : Les Héros du 11 septembre : Valerie (9 épisodes)
- 2009 : Le Visage du crime (Everything she ever wanted) : Pat
- 2010 : Glory Daze : Lieutenant Lang
- 2011 : How to Make It in America : Nancy Frankenburg (7 épisodes)
- 2013 : Maron : Alexia
- 2013 : Wilfred : Gloria
- 2013 : Anger Management : Mandy
- 2013–2014 : Cleaners : Mère (17 épisodes)
- 2014 : Community : la femme de Devon
- 2014–2015 : Elementary : Elana March
- 2015 : Glee : Pam Anderson
- 2015 : Z Nation : La Reina (3 épisodes)
- 2015–2017 : Red Oaks : Fay Getty (15 épisodes)
- 2016 : Empire : Profonde blessure : Helen von Wyeth
- 2017 : Crashing : Susie
- 2017 : Brooklyn Nine-Nine : Lieutenant Melanie Hawkins (4 épisodes)
- 2017–2018 : Lost in Oz : Langwidere (10 épisodes)
- 2019 : The Good Fight : Melania Trump
- 2018–2019 : Riverdale : Gladys Jones
- 2020 : Loafy : Slippy Parker (5 épisodes)
- 2021 : Betty : Oracle
- 2020–2021 : New Amsterdam : Jeanie Bloom (5 épisodes)
- 2024 : Elsbeth : Dr Vanessa Holmes

##### Téléfilms
- 1986 : Stark: Meurtres à Las Vegas (Stark: Mirror Image) : Alison Cromwell
- 2002 : Borderline d'Evelyn Purcell : Dr Lila Coletti
- 2013 : Le Labyrinthe de l'injustice (Hunt for the Labyrinth Killer ) : Karen Donovan
- 2013 : Versace la femme aux mille visages (House of Versace) : Donatella Versace
- 2018 : #Fashionvictim : Celia Avery

#### Clips vidéos
- Again de Lenny Kravitz, réalisé par Paul Hunter : la petite copine

### Comme productrice
- 2003 : Prey for Rock & Roll
- 2004 : Rocked with Gina Gershon (série télévisée)

## Distinctions
- Toronto Film Critics Association Awards 2012 : meilleure actrice dans un second rôle pour Killer Joe

## Voix francophones
En France, Juliette Degenne, Déborah Perret et Danièle Douet sont les voix régulières de Gina Gershon, l'ayant doublée à huit reprises (pour les deux premières) et sept (pour la dernière). En parallèle, Micky Sébastian lui a également prêté sa voix à cinq occasions.
En France
| - Juliette Degenne dans : - Palmetto - Révélations - House of Versace (en) (téléfilm) - Glee (série télévisée) - Rifkin's Festival - Emily the Criminal - Awkwafina Is Nora from Queens (en) (série télévisée) - Thanksgiving : La Semaine de l'horreur - Docteur Odyssey (série télévisée) - The Assassin (série télévisée) - Déborah Perret dans : - Guinevere (en) - Rescue Me : Les Héros du 11 septembre (série télévisée) - Life on Mars (série télévisée) - Dernier été à Staten Island (en) - Elementary (série télévisée) - Brooklyn Nine-Nine (série télévisée) - Riverdale (série télévisée) - The Good Fight (série télévisée) - Danièle Douet dans : - Kevin Hill (série télévisée) - Cyclone Catégorie 7 : Tempête mondiale (téléfilm) - Psych : Enquêteur malgré lui (série télévisée) - Le Visage du crime (téléfilm) - A Day To Kill - Crashing (en) (série télévisée) - New Amsterdam (série télévisée) - Micky Sébastian dans : - Showgirls - Driven - Usurpation - Contrôle parental - Elsbeth (série télévisée) | - Dominique Westberg dans (les séries télévisées) : - Snoops (en) - Numb3rs - Vanina Pradier dans : - PS I Love You - Le Couteau dans la plaie (en) (téléfilm) - Cathy Diraison dans (les séries télévisées) : - How to Make It in America - Empire - Marjorie Frantz dans : - LOL USA - Chucky (série télévisée) Et aussi - Évelyn Séléna dans Double Détente - Françoise Dasque dans Cocktail - Marie Vincent dans Justice sauvage - Dominique Lelong dans Melrose Place (série télévisée) - Maïk Darah dans Bound - Michèle Buzynski dans Volte-face - Pauline Larrieu dans The Practice : Donnell et Associés (série télévisée) - Marie-Ève Dufresne dans The Cleaner (série télévisée) - Gabriella Bonavera dans Ugly Betty (série télévisée) - Pascale Vital dans Le Labyrinthe de l'injustice (téléfilm) - Nolwenn Korbell dans Killer Joe - Isabelle Ganz dans Red Oaks (série télévisée) - Marie-Laure Dougnac dans Permission - Cléo Anton dans Younger (série télévisée) - Laurence Charpentier dans Borderlands |